# 포도밭 그 사나이
《포도밭 그 사나이》는 KBS 2TV에서 2006년 7월 24일부터 2006년 9월 12일까지 방영한 KBS 월화 미니시리즈이다.

## 줄거리
포도밭 33000m²를 두고 오직 돈밖에 모르는 철없는 도시 처녀 이지현과 농사를 천직으로 생각하는 우직한 포도 농장 일꾼 장택기가 만나 농사 문제로 다투고 그 사이에서 피어나는 사랑의 감정을 담았다.

## 등장 인물

### 주요 인물
- 윤은혜 : 이지현(26세) 역

철없고 매우 돈을 좋아하지만 일확천금을 꿈꾸지 않는다.
- 오만석 : 장택기(32세) 역

'뒤진다'라는 말을 자주 쓰지만 우직하고 무뚝뚝하다.
- 정소영 : 강수진(30세) 역

장택기의 옛 애인이며, 우아하고 배려가 깊다.
- 김지석 : 김경민(33세) 역

이지현의 짝사랑 상대로, 읍내 보건소 의사이며 농촌에 대해 호의적이지 않다.
- 강은비 : 박홍이(23세) 역

장택기를 좋아하는 마을 처녀로, 지현과 택기 사이를 방해한다.

### 포도밭사람들
- 이순재 : 이병달(78세) 역 - 이지현의 당숙 할아버지. 괴팍한 성격이지만 속정이 깊음.
- 방은희 : 서영란(35세) 역 - 아들 명구를 병달의 손자라고 주장하며 나타남.
- 이지오 : 이명구(7세) 역 - 영란의 아들
- 장정희 : 이장댁(43세) 역 - 포도밭 일꾼
- 손영춘 : 이장(43세) 역
- 황미선 : 한명숙(30세) 역 - 포도밭 일꾼
- 아만다 : 마리아(22세) 역 - 포도밭 일꾼

### 이지현의 주변 인물
- 김창완 : 이형만(53세) 역 - 지현의 아버지
- 이미영 : 최옥숙(52세) 역 - 지현의 어머니
- 조규철 : 이지호(18세) 역 - 지현의 동생, 고등학생
- 옥지영 : 문은영(26세) 역 - 지현의 서울 백수 친구, 고교 동창

### 박홍이의 주변 인물
- 최명경 : 박홍철(30세) 역 - 홍이의 오빠
- 이숙 : 홍이의 어머니(44세) 역
- 윤문식 : 박영감(65세) 역 - 홍이의 할아버지. 병달과는 앙숙 관계임.

### 주변 인물
- 선우용여 : 송 여사(67세) 역 - 본명 송말자. 명숙의 어머니
- 김예원 : 소희정(6세) 역 - 명숙의 딸, 송여사의 외손녀
- 천보근 : 오범수(7세) 역 - 영배의 조카, 온동네 골목대장
- 이달형 : 오영배(39세) 역 - 택기의 동네 형
- 미상 : 황동춘(45세) 역 - 부동산 중매인

## 수상
- 2006년 KBS 연기대상 베스트커플상, 남자 신인상, 남자 인기상 - 오만석
- 2006년 KBS 연기대상 베스트커플상, 여자 신인상 - 윤은혜

| 한국방송공사 월화 미니시리즈                      | 한국방송공사 월화 미니시리즈                                         | 한국방송공사 월화 미니시리즈                 |
| 이전 작품                                         | 작품명                                                               | 다음 작품                                    |
| ------------------------------------------------- | -------------------------------------------------------------------- | -------------------------------------------- |
| 미스터 굿바이 (2006년 5월 22일 ~ 2006년 6월 18일) | 포도밭 그 사나이 (2006년 7월 24일 ~ 2006년 9월 12일)                 | 구름계단 (2006년 9월 18일 ~ 2006년 11월 7일) |
| KBS 걸작선                                        |                                                                      |                                              |
| 애정의 조건 (2007년 4월 30일 ~ 2007년 8월 6일)    | 포도밭 그 사나이 (2007년 8월 27일 ~ 2007년 9월 17일) - 1회만 방영됨. | 부모님전상서 (2007년 9월 18일)               |